# Зорзіла
Зорзіла (рум. Zorzila) — село у повіті Горж в Румунії. Входить до складу комуни Чуперчень.
Село розташоване на відстані 251 км на захід від Бухареста, 24 км на південний захід від Тиргу-Жіу, 93 км на північний захід від Крайови.

## Населення
За даними перепису населення 2002 року у селі проживали 39 осіб, усі — румуни. Усі жителі села рідною мовою назвали румунську.